# Sophia Myles
Sophia Myles, född 18 mars 1980 i London i England, är en brittisk skådespelare. Hon växte upp i London med sina föräldrar och sin fem år yngre bror Oliver. Myles har haft roller i flera TV-serier och filmer, till exempel i Underworld 2003, Thunderbirds 2004 och Outlander 2008.

## Filmografi (urval)
- 1999 – Mansfield Park
- 2001 – The Life and Adventures of Nicholas Nickleby
- 2002 – The Abduction Club
- 2003 – Underworld
- 2004 – Thunderbirds
- 2006 – Underworld: Evolution
- 2006 – Tristan & Isolde
- 2007–2008 – Moonlight (TV-serie)
- 2008 – Outlander
- 2014 – Transformers: Age of Extinction
- 2014 – Our Zoo (TV-serie)
- 2021 – En brittisk skandal (TV-serie)